# Imvescor
Le groupe restaurants Imvescor inc., en forme courte Imvescor (anglais : Imvescor Restaurant Group inc.), était une chaîne de restauration canadienne, majoritairement active au Québec, et qui possédait les chaînes Score, Mikes, Bâton Rouge, Ben et Florentine et Pizza Delight, avant son achat finalisé en 2018 par Groupe d’alimentation MTY. 

## Histoire

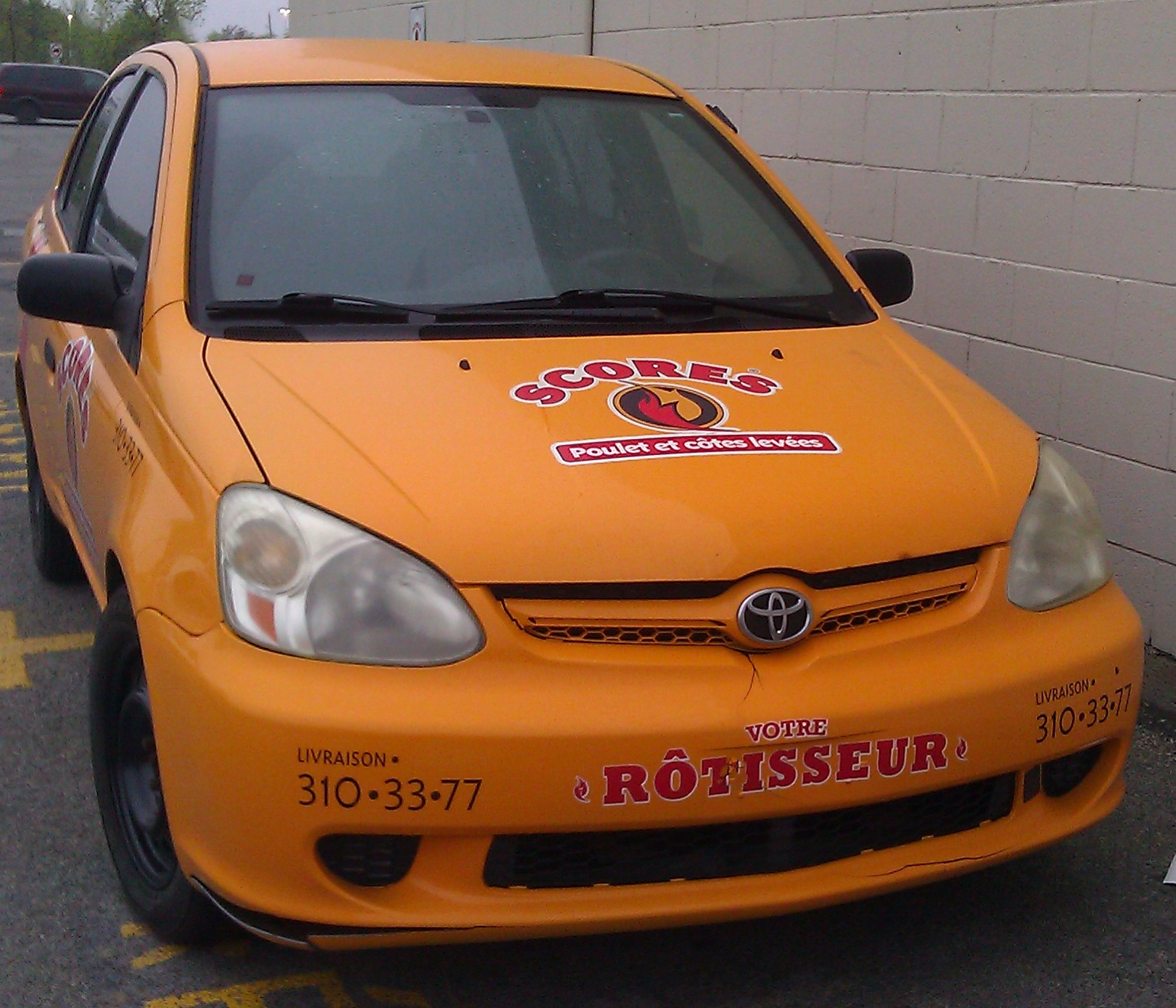
Voiture de livraison de la chaîne de restaurants Scores, une des anciennes filiales d'Imvescor.

Logo d'Imvescor en français.

Imvescor est fondé à Moncton, au Nouveau-Brunswick sous le nom de Pizza Delight par Léandre Bourque en 1968. L'entreprise est rapidement achetée en 1969 par Bernard Imbeault et deux de ses amis, qui achète les parts de ces derniers en 1970. En 2000, il achète la chaîne de restaurants Mikes. Il nomme comme président de son entreprise Ron Magruder et tente avec lui d'installer Pizza Delight en 2004, ce qui ne marche pas dû à la concurrence de leur autre franchise, Mikes, déjà bien établie au Québec. En 2005 et en 2006, ils achètent respectivement Scores et Bâton Rouge. Ils changent leur nom en 2006 pour Imvescor et Pizza Delight devient alors une filiale de la société. Ils utilisent plus tard les bureaux de Mikes sur le Boulevard Décarie à Montréal, comme siège social,,. 
Au printemps 2013, l'entreprise a des démêlés avec certains de ses franchisés, qui tentent une poursuite en justice. Les accusations sont abandonnées à l'été 2013, à la suite du départ du président de l'époque, Denis Richard. Le 1er octobre 2013, le président par intérim Ming-Ming Wog démissionne, comme l'avait fait en août 2013 le directeur du marketing Kevin Friesen et le chef des approvisionnements Terry Faulconbridge. Richard revient donc à la présidence de l'entreprise,. 
En 2014, le conseil d'administration d'Imvescor propose une vente de la compagnie, mais envisage aussi une fusion ou la fermeture des actions. La vente a intéressé plusieurs entreprises comme Cara Operations, aujourd'hui Recipe Unlimited, propriété de Fairfax Financial, et MTY Food Group, qui venait alors d'acheter la chaîne Madisons. La même année, Denis Richard annonce son départ de nouveau et est remplacé par Frank Hennessey. Le 27 octobre, Imvecor annonce une nouvelle politique de dividendes à ses actionnaires. En juin 2015, Hennessey annonce une rénovation de 100 des 229 restaurants de l'entreprise. En décembre 2016, Imvescor annonce avoir acheté la chaîne québécoise de brunchs et déjeuners Ben et Florentine pour la somme de 17.7 millions $ (CAD). Le président de Ben et Florentine, Lorne Cassof, se joint à la direction d'Imvescor. La transaction est finalisée au premier trimestre de 2017.
En décembre 2017, MTY Food Group achète Imvescor pour la somme de 248 millions $ (CAD). À la date d'achat, Imvescor opérait les marques Scores, Mikes, Pizza Delight, Ben et Florentine et Bâton Rouge (en) et avait 262 restaurants à travers le pays, dont 70 Mikes, 80 Pizza Delight, 37 Scores, 29 Bâton Rouge et 46 Ben et Florentine,. En février 2018, l'entente est conclue avec un taux d'approbation de 92.7 % des actionnaires. Avant son achat par MTY, Imvescor avait reçu une offre d'achat en hiver 2017 par un acheteur anonyme, probablement Cara Operations, mais avait décliné l'offre.